# 萨莫奈

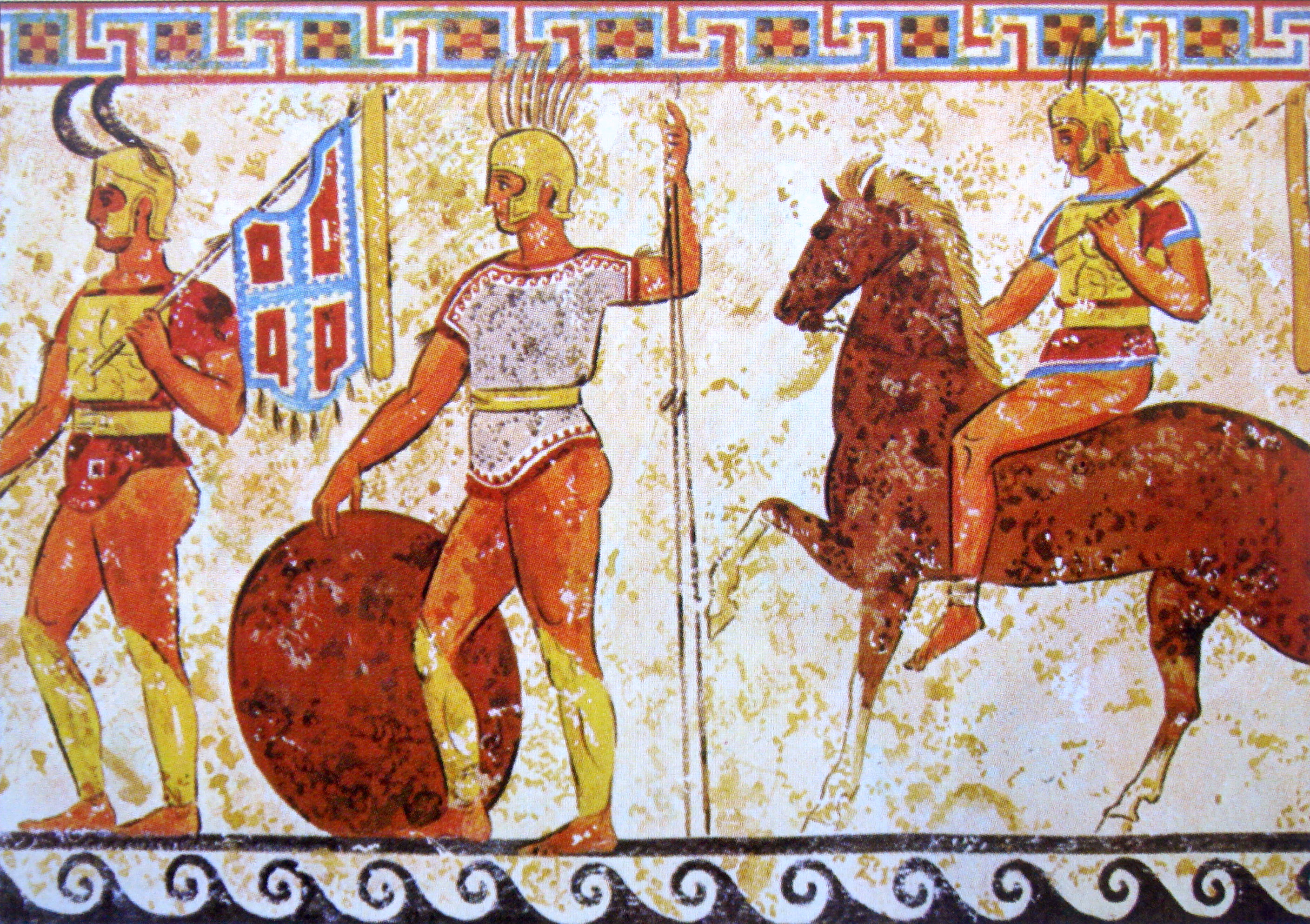
公元前4世纪帕埃斯图姆一坟墓中所绘的萨莫奈战士

公元前400年时的意大利

萨莫奈（拉丁語：Samnium)，又译为萨谟奈、萨莫尼乌姆等，是罗马时代位于意大利中部到南部的山岳地区，居住着萨莫奈人。尽管这一名称一直流传至今，其现今的领土范围只是当时的一小部分。萨莫奈是罗马人对其的称呼，他们把自己的国家称为Safinim，把自己称为Safineis，都是奥斯坎语中的词汇。不过并非所有的萨莫奈人都说奥斯坎语，所有奥斯坎语的使用者也并不都住在萨莫奈。
古代学者对萨莫奈的边界并没有确切的定义。此外，随着时间的推移这一地区的范围也一直在改变。对萨莫奈边界的主流划分是指公元前600年至前290年奥斯坎语使用者全盛时期的边界，为罗马共和国所了解。而后来罗马皇帝奥古斯都在其官方声明Discriptio Italiae中所定的边界现已失传，不过老普林尼对意大利的描述就是以其为蓝本的。当时奥斯坎语已灭绝，公元前290年起萨莫奈就已不再是独立国家了。奥古斯都将意大利划分为十一个区，萨莫奈为第四区。不过其范围包括之前不属萨莫奈的地区，同时也去除了原属萨莫奈的许多地区。古代的萨莫奈被包含在奥古斯都所划分的三个区之中。